# بخش صحرانپور
بخش صحرانپور (به انگلیسی: Saharanpur district) یک منطقهٔ مسکونی در هند است که در Saharanpur division واقع شده‌است. بخش صحرانپور ۳٬۸۶۰ کیلومتر مربع مساحت و ۳٬۴۶۶٬۳۸۲ نفر جمعیت دارد.